# Sprachen der Kunst
Sprachen der Kunst ist das zentrale Werk des nordamerikanischen Philosophen Nelson Goodman. In diesem Buch legt Goodman eine umfassende Symboltheorie vor, die sowohl pikturale Symbolsysteme wie Malerei oder Fotografie, als auch notationale wie die Alphabetschrift oder Musik zu erklären vermag.

## Gliederung
Die Sprachen der Kunst sind in sechs Teile gegliedert.
Nach Goodmans eigenen Worten entstammen die sechs Teile sechs Vorlesungen, die er 1962 in Oxford hielt. Ferner werden zwei Pfade der Untersuchung verfolgt und im letzten Teil zusammengefügt. Der eine Pfad umfasst die Kapitel I. und II., der andere III. bis V. und das Kapitel VI. bildet schließlich das Fazit.
I. Wiedererzeugte Wirklichkeit beginnt mit einer Kritik an der Ähnlichkeitstheorie der Abbildung und enthält die zentrale These, dass Denotation der Kern von Repräsentation und Beschreibung ist. (Beschreibung fasst Goodman so weit, dass es auch Prädikation und Benennung umfasst).
II. Der Klang der Bilder führt die zweite zentrale Weise der Bezugnahme, die Exemplifikation ein, unterscheidet zwischen buchstäblicher und metaphorischer Exemplifikation und legt eine Theorie der Metapher vor.
III. Kunst und Authentizität geht der Frage nach, warum man Kunstwerke wie etwa Gemälde fälschen kann, dies aber bei solchen wie Kompositionen unmöglich ist.
IV. Die Theorie der Notation bildet das zentrale Kapitel von Sprachen der Kunst. In diesem Teil beschreibt Goodman seine Symboltheorie, stellt syntaktische und semantische Erfordernisse einer Notation vor und unterscheidet schließlich zwischen (logisch) analogen und (logisch) digitalen Künsten.
V. Partitur, Skizze und Skript misst die Theorie der Notation an der Anwendung auf verschiedene Symbolsysteme wie Partitur, Skizze, Skript, Tanz und andere.
VI. Kunst und Verstehen schließlich beschreibt erkenntnistheoretische Konsequenzen von Goodmans Symboltheorie und geht erstmals auf klassische Fragen der Ästhetik ein. Hierbei skizziert Goodman letztlich eine kognitivistische Ästhetik, nach der sich der Wert eines Kunstwerks nach seinem Beitrag zur Epistemologie bemisst.

## Ausgaben
- Nelson Goodman: Languages of Art. An Approach to a Theory of Symbols.
  - 1. Auflage. Indianapolis: The Bobbs-Merrill Company 1968, 13+277 S.
  - 2. Auflage. Indianapolis: Hackett 1976, 13+277 S. (kleinere Änderungen gegenüber der 1. Auflg.)
- deutsche Ausgabe: Sprachen der Kunst. Entwurf einer Symboltheorie.
  - 1. Ausgabe, übersetzt von Jürgen Schlaeger. Frankfurt am Main: Suhrkamp 1973, 301 S. Enthält problematische Übersetzungsfehler.
  - 2. Ausgabe, übersetzt von Bernd Philippi (nach der 2. engl. Auflg.). Frankfurt am Main: Suhrkamp 1995 (stw 1304: 1997), 254 S. ISBN 3-518-28904-7.